# 大龙湖街道
大龙湖街道，是中华人民共和国江苏省徐州市云龙区下辖的一个乡镇级行政单位。

## 行政区划
大龙湖街道下辖以下地区：
茶安村、柳集村、大王庙村、程庄村、丁庄村、崔庄村、段山村、曹山村、冯庄村、溏坊村和六堡村。
2020年4月17日，析出张屯、大韩、赵武、蝶梦、昆仑、太行路6个居委会设立汉风街道办事处。区划调整后，大龙湖街道办事处辖14个社区。